# Виртанен, Рейма
Ре́йма Ва́льдемар Ви́ртанен (фин. Reima Valdemar Virtanen; 5 ноября 1947, Кеми) — финский боксёр второй средней весовой категории, выступал за сборную Финляндии в конце 1960-х — начале 1970-х годов. Серебряный призёр летних Олимпийских игр в Мюнхене, дважды бронзовый призёр чемпионата Европы, победитель многих международных турниров и национальных первенств. В 2008 году включён в Финский зал славы бокса.

## Биография
Рейма Виртанен родился 5 ноября 1947 года в городской коммуне Кеми, провинция Лапландия. Активно заниматься боксом начал в возрасте двенадцати лет, проходил подготовку в местном спортивном клубе Kemin Into. Первого серьёзного успеха на ринге добился в 1969 году, когда во втором среднем весе выиграл чемпионат Финляндии и завоевал бронзовую медаль на чемпионате Европы в Бухаресте (в полуфинале проиграл югославу Мате Парлову). Год спустя одержал победу на скандинавском первенстве, ещё через год во второй раз выиграл финский чемпионат и взял вторую бронзу европейского первенства в Мадриде (в полуфинале не смог пройти румына Алека Нэстака).
В 1972 году Виртанен в третий раз стал чемпионом Финляндии, во второй раз выиграл первенство Скандинавии и благодаря череде удачных выступлений удостоился права защищать честь страны на летних Олимпийских играх в Мюнхене. На Олимпиаде сумел дойти до финала, но в решающем матче в первом же раунде был нокаутирован советским боксёром Вячеславом Лемешевым. Выигранная им серебряная олимпийская медаль в истории Финляндии является первой во второй средней весовой категории и четвёртой вообще в боксе (ранее чемпионами и призёрами Олимпийских игр также были такие финские боксёры, как Стен Сувио (золото 1936) и Пентти Хямяляйнен (золото 1952 и бронза 1956). Вскоре после олимпийского турнира Рейма Виртанен начал испытывать сильные проблемы с алкоголем и на этой почве вынужден был завершить карьеру спортсмена. Всего в любительском боксе он провёл около 200 боёв, из них 30 на международной арене.